# Lot (unidad)

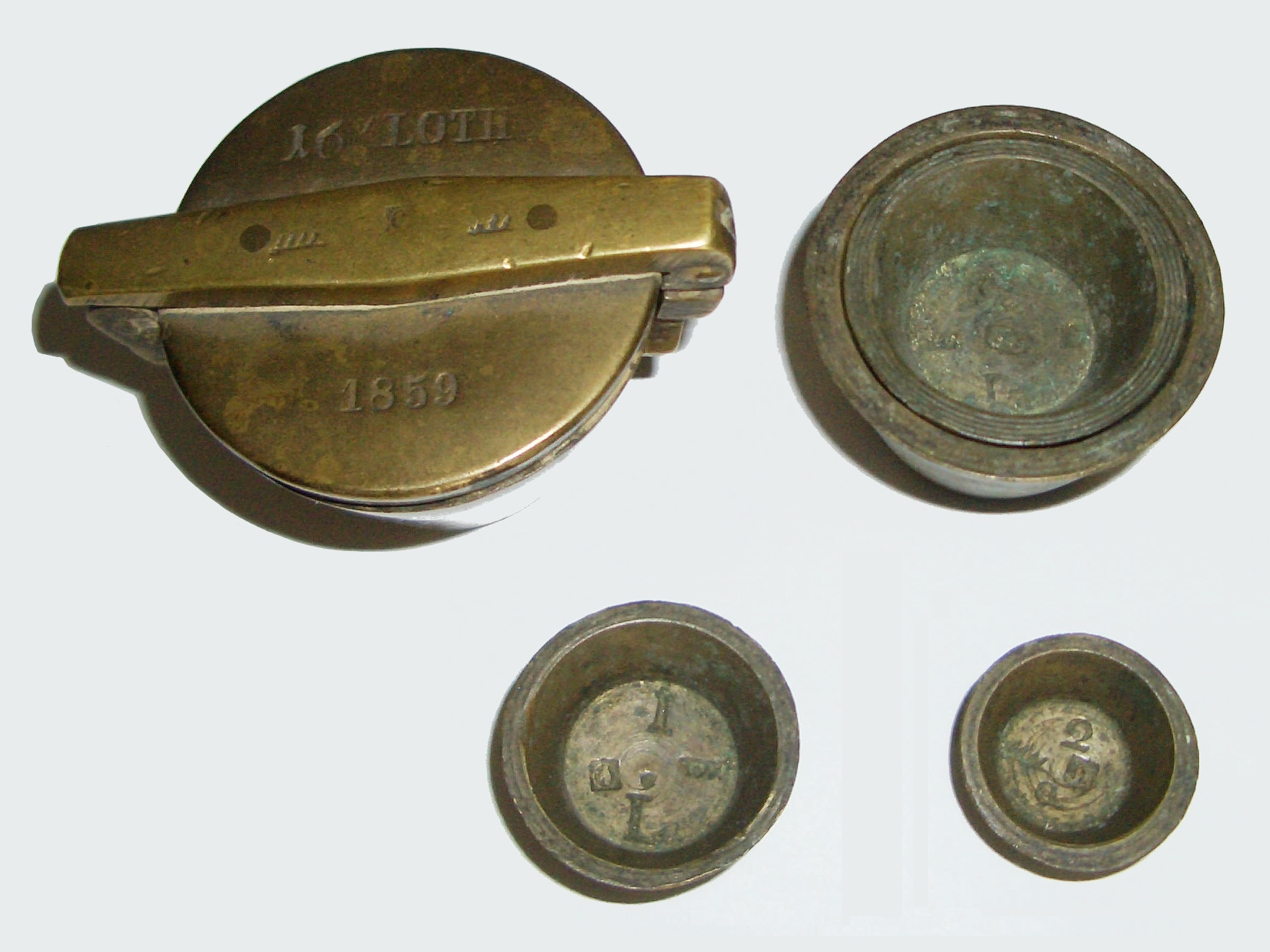
Medidores de lots de Wurtemberg: la más grande es de 16 lots (que alberga a las otras), luego la de 4 y 2 lots (juntas), de 1 lot y la más pequeña de 2 quentchen (1/2 lot).

Un lot es una antigua unidad de medida de masa usada en varios países europeos desde la Edad Media hasta principios del siglo XX.
A menudo se definía como 1⁄30 o 1⁄32 de una libra.
Valores registrados de un lot van desde 10 hasta 50 gramos.

## Proceso de desuso
Fue reemplazado en el Reich alemán en 1868/69/72, en Austria en 1871/76 y en Suiza en 1875/77 por la unidad métrica de medida, gramos. Pero aún a principios del siglo XX se usaba en recetas para cocinar y hornear como una popular unidad de medida. Como regla general imprecisa pero descriptiva, un lote corresponde a una "cuchara llena".